# HPL Engine
El HPL Engine es un motor de videojuegos 3D creado por Frictional Games. El motor, que tiene en el nombre las iniciales del autor de terror Howard Phillips Lovecraft, inició su desarrollo en diciembre de 2004, como una tesis de trabajo para un videojuego de plataformas en 2D "Energetic", lanzado en el año 2005. La funcionalidad para los juegos 3D se añadió más tarde, lo que culminó en la Demo Técnica Penumbra en 2006. En 2010, la primera versión del motor (HPL1) junto con Penumbra: Overture fue liberado como código abierto bajo la licencia GPL, después de que la promoción Humble Indie Bundle hubiera terminado.

## Características
HPL es un motor de juego multiplataforma, compatible con las bibliotecas OpenGL, OpenAL y Newton Game Dynamics. Una de las características definitorias del motor es su capacidad para la interacción avanzada de objetos mediante el uso de código de la física de Newton.

### HPL Engine 1
La primera encarnación del HPL se demostró en la demo tecnológica original de Penumbra. Los desarrolladores admitieron hacer modificaciones significativas del motor original para dar cabida a los gráficos 3D en este juego: "El motor está construido a partir de un motor creado al hacer una tesis de trabajo que se tradujo en el juego de plataformas Energetic. Antes de pasar a la tercera dimensión se hizo algo de limpieza del motor (que fue muy apresurada en algunos lugares) y comenzó a añadir una base para el 3D renderizado. Yo no diría que el motor 2D original fue modificado para añadir el 3D, sino que se añadió una capa 3D para toda la cosas 2D que todavía estaban allí. Todavía es posible hacer un juego de fichas 2D usando nuestro motor." Otra característica innovadora del motor era su capacidad de tener sombras tanto estáticas como dinámicas, permitiendo que las personas con tarjetas de vídeo menos potentes puedan experimentar algunos efectos de sombra sin la necesidad de tener que hacerlas de forma dinámica.
Penumbra: Overture fue lanzado como parte del Humble Indie Bundle, y cuando el Bundle hizo más de $1 millón, Overture fue liberado bajo la GNU General Public License. Esta versión incluye el motor y herramientas de desarrollo de juegos.
Los siguientes juegos utilizan esta versión del HPL:
- Penumbra: Overture
- Penumbra: Black Plague
- Penumbra: Requiem

### HPL Engine 2
HPL 2 es el motor que está exhibido en la serie de videojuegos de Frictional, Amnesia, que tiene varias características nuevas y diversos avances. Mientras que HPL 1 utiliza un sistema de portal para hacer exclusión selectiva de oclusión (un proceso que determina qué objetos no deben ser elaborados), HPL 2 utiliza una técnica dinámica del sistema de sacrificio llamado Coherent Hierarchical Culling. HPL 1 también utiliza volúmenes de sombras estencil para sombra mientras que HPL 2 utiliza la correlación de sombras. El motor también cuenta con nuevos efectos como el espacio de pantalla para la oclusión ambiental, calcomanías apropiadas y una nueva técnica de renderizado llamada sombreado diferido. Esto provoca que para tener HPL 2 los requisitos del sistema sean más altos que el del motor HPL anterior.
Los siguientes juegos utilizan esta versión del HPL:
- Amnesia: The Dark Descent
- Amnesia: A Machine for Pigs

### HPL Engine 3
HPL 3 está actualmente en desarrollo por Frictional Games para su próximo videojuego SOMA.  Las nuevas características principales mencionadas son:
- Luz del sol global junto a las sombras, permitiendo iluminar totalmente las escenas al aire libre.[13]
- Generación en el motor del terreno y el terreno dinámico LOD[14]
- Iluminación HDR con mapeo tonal[15]
- Lenguaje de sombreado HPSL[16]
- Profundidad de campo[17]
- Transmisión de nivel[18]